# 愛宕神社 (仙台市)
宮城県仙台市太白区向山四丁目にある愛宕神社（あたごじんじゃ）は、愛宕信仰にもとづく愛宕神社の一つである。

## 概要
もと米沢にあった愛宕神社が、伊達政宗の移封とともにまず岩出山へ、ついで仙台へ移転した。仙台総鎮守。火防鎮護、辰巳歳生一代守護の利益があるとされる。仙台市都心部からみて南、広瀬川を隔てる標高75mの愛宕山の頂上に鎮座する。

## 祭神
主たる祭神は火の神である軻遇土神（かぐつちのかみ、カグツチ）。
他に、天照大神、豊受大神、大物主神、大山咋神、大国主神、速玉男神、伊邪那岐・伊邪那美、他3神を祭る。
神仏分離以前は、普賢菩薩を祭っていた。普賢菩薩は辰・巳の方角を守護し、そこから辰年・巳年生まれの人を守護するとされる。辰巳歳生一代守護はこの信仰による。

## 例祭
- 鎮火祭 - 旧正月24日
- 例祭 - 7月23日宵宮祭、24日本殿祭
- 秋季大祭 - 11月23日

## 歴史
愛宕山は仙台の南にある東西に長い山である。山の名は神社に由来し、それ以前に何と呼ばれていたかは不明である。南の麓、大年寺山との谷間には中世に街道が通っており、正確な位置は不明だが中腹に愛宕山経塚が築かれた。
愛宕神社は戦国時代には伊達氏の本拠だった米沢にあったが、米沢でいつ建てられたかは不明である。伊達政宗の転封に従って岩出山に移転した。続いて慶長5年（1600年）に政宗が本拠を移すことを決めると、今度は仙台に移転することになった。伊達氏に従って転々としたのは愛宕神社ばかりでなく、多くの寺社と町が移転して仙台城の城下町に土地を割り当てられた。
愛宕神社は、まず慶長8年（1603年）に荒牧村（荒巻村）に仮に遷座し、同年中の社殿完成をまって当時の城下町の北東、現在の宮城県庁舎付近にある元寺小路に移った。別当寺としては米沢の頃から誓願寺が置かれ、神社と移転をともにした。
慶安3年（1650年）に伊達忠宗が愛宕山に新しく神社を建て、誓願寺とともにここに移した。同じ年に虚空蔵堂も経ヶ峯から愛宕山に移ってきた。愛宕神社には、神領として5貫720文が与えられ、正徳5年（1715年）に伊達吉村が祭田30石を加えた。
神社には、慶長8年（1603年）の伊達政宗による造立、慶安3年（1650年）の伊達忠宗による造立、元禄7年（1694年）の伊達綱村による修復を記す計3枚の棟札がある。現存する本殿・社殿の建築技法は元禄年のものとしたほうがよさそうで、綱村の時の「修復」も実は新造だったのではないかと言われる。
また、神社に残る大絵馬「源頼政鵺退治図」と「牛若丸剣道修行図」は、享保9年（1724年）11月24日に伊達吉村が奉納したものと推定される。年代が明らかな江戸時代の大絵馬には他に、天保14年（1843年）の「柔術免許皆伝図」、慶応4年（1868年）の「猪乗り烏天狗図」がある。烏天狗の絵馬は、伊達氏の武将片倉重長が大坂の陣で戦功を立てたときに烏天狗を夢に見たことにより、片倉氏の子孫が奉納したものである。
江戸時代の愛宕神社は普賢菩薩を本尊として合わせまつっていた。辰巳歳生一代守護とは、八大菩薩を十二支に割り当ててその年の生まれの人を守護するという守本尊の信仰に基づく。普賢菩薩は十二支の辰年と巳年生まれの人を守護することになっている。この信仰は神仏分離で普賢菩薩が除かれてからも続いている。
明治時代に誓願寺は廃寺となり、愛宕神社は社格を村社とされた。神社合祀政策によって近隣と仙台市内のいくつかの神社を合祀したが、一部は後に復した。
元は杮葺で本殿、社殿ともたびたびの葺き替えを要したが、1952年（昭和27年）に桟瓦葺に改めた。1970年（昭和45年）に拝殿の後ろに幣殿を接続した。幣殿から本殿へは屋根を差しかけ、接続のため本殿の浜縁を取り払った。
本殿の腐朽が著しくなってきたため、2000年から2001年（平成12年から13年）にかけて、半解体修理を実施した。総工費9400万円の半額は仙台市が補助した。この修理では、以前に撤去された浜縁を復元し、幣殿の屋根を取り払って1970年の修理が本殿に与えた影響を除いた。元は木肌が出ていた本殿の外装には、新たに黒漆を塗った。また、瓦葺を止めてこけら葺きを模した形になる銅板葺に改めた。この修理の後、他の建物の銅板葺き替えも進んでいる。

## 立地と建物配置

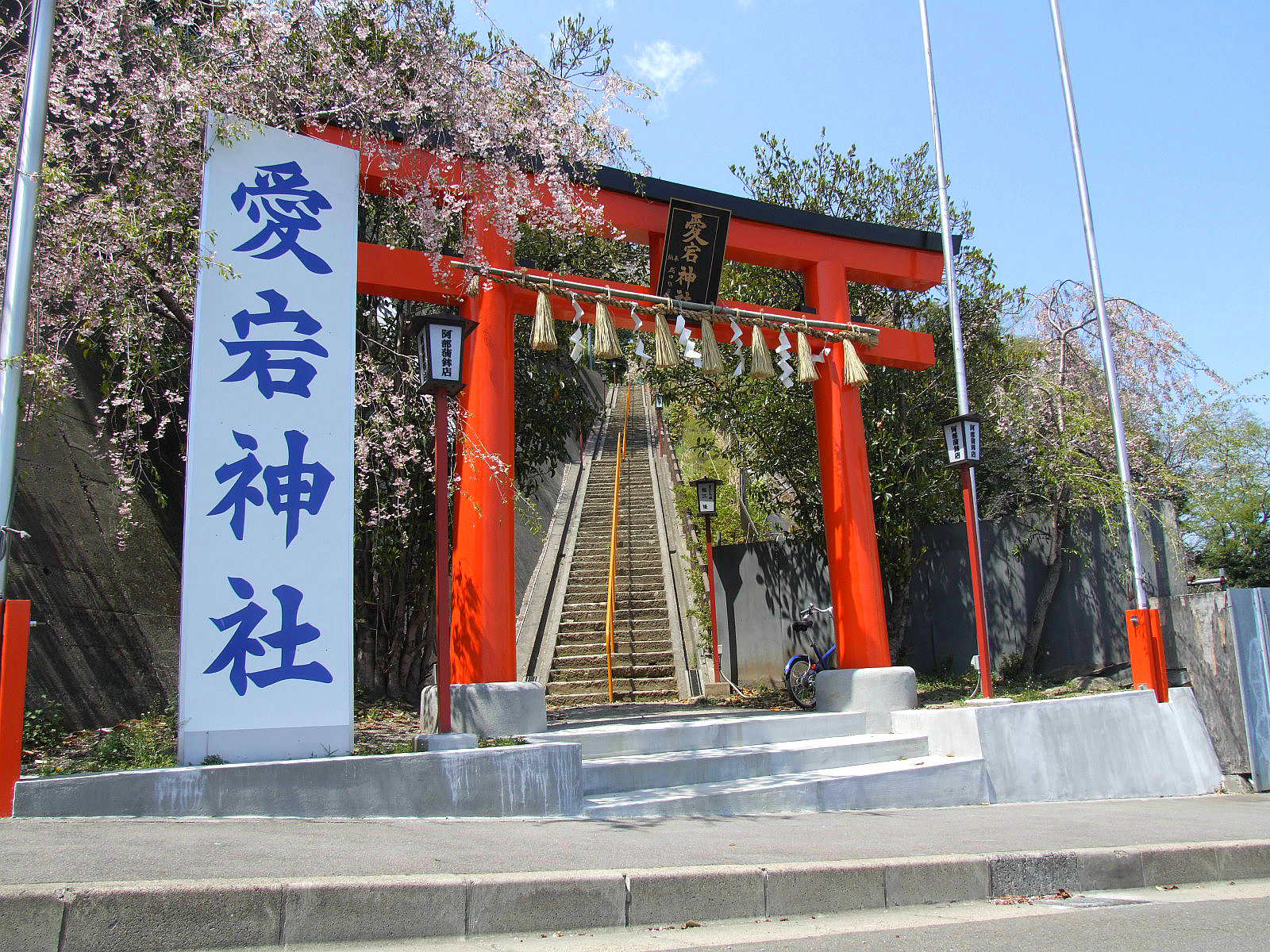
鳥居と石段（2006年5月）

愛宕神社の参道は、山から東に伸びる尾根をたどるものである。広瀬河畔通から斜めに登る坂道に最初の鳥居があり、そこから石段を登る。石段がはじめて作られたのは天明元年（1781年）のことだが、後に1923年（大正12年）と1929年（昭和4年）に作られた。上り詰めたところに平成18年（2006年）に作られた新しい鳥居がある。そこからゆるい登りの坂道になり、そこの敷石は1923年（大正12年）の整備による。いずれも信者の奉献による。
山上の細長い平地でもう一度、古びた石の鳥居をくぐり、楼門を通り抜ける。楼門の左右には、「日本一の大天狗」と号する大天狗と烏天狗の像がある。その先が、最大の建物である拝殿の正面である。内部空間を広げるために、拝殿の後ろには幣殿が取り付いている。幣殿から通じる廊下を渡ると、黒漆塗りの本殿に続く。本殿、社殿は一間社流造である。拝殿の南に社務所があり、自動車が通れる細い坂道が山の南から登ってきて、社務所の横に出る。
北側は崖で、広瀬川を隔てて市街中心部を見下ろす展望台がある。稲荷神社の祠が展望台の脇にある。崖沿いには、別に勝鬨神社、第2次世界大戦中に沈没した巡洋艦愛宕の戦死者を悼む軍艦愛宕宮城県出身戦没者慰霊碑がある。神社は頂上の東半分を占め、西半分は大満寺虚空蔵堂である。虚空蔵堂への参道は神社とは別に山の南から付けられている。

## 文化財
- 本殿 - 「愛宕神社本殿・拝殿」として仙台市指定有形文化財
- 拝殿 - 同上
- 棟札3枚 - 同上、附指定。
- 源頼政鵺退治図、牛若丸剣道修行図 - 仙台市指定有形民俗文化財

## 年表
- 慶長8年（1603年） - 岩出山から荒牧村に遷座。
- 慶長8年（1603年）8月24日 - 伊達政宗が元寺小路付近に造立。
- 慶安3年（1650年）4月24日 - 伊達忠宗が愛宕山に建築し、移転。
- 元禄7年（1694年）3月24日 - 伊達綱村が修復。実は新規の建て直しか。
- 天明元年（1781年） - 石鳥居が立てられ、参道の石段が作られた。
- 1871年（明治4年） - 村社になった。
- 1875年（明治8年） - 幣帛供進社に指定された。
- 1908年（明治41年） - 越路々地町の神明社、猿引町の日吉神社を合祀。
- 1909年（明治42年） - 三百人町の信夫神社を合祀。
- 1923年（大正12年） - 石段が補修され、拝殿まで364メートルの敷石が作られた。
- 1929年（昭和4年） - 54段の石段が作られた。
- 1932年（昭和7年） - 越路の熊野神社を合祀。
- 1937年（昭和10年）12月 - 東十番丁の金比羅神社を合祀。
- 1952年（昭和27年）10月 - 信夫神社が旧地に復した。
- 1992年（平成4年）7月7日 - 源頼政鵺退治図と牛若丸剣道修行図が仙台市指定有形民俗文化財に指定された。
- 1996年（平成8年）1月30日 - 本殿と拝殿が仙台市指定有形文化財に指定された。
- 1998年（平成10年）3月24日 - 棟札3枚が仙台市指定有形文化財に追加指定された。
- 2000年（平成12年）8月1日 - 本殿の半解体修理開始。
- 2001年（平成13年）12月31日 - 本殿修理完了。

## アクセス
- 仙台市地下鉄南北線 愛宕橋駅から徒歩で約10分。
- 「愛宕神社前」停留所から徒歩で約5分。
- 駐車場
  - 普通車40台無料、大型車の駐車可[16]。
  - 社務所脇に普通車19台および軽自動車2台の無料駐車場があるが、正月三が日は一般車駐車禁止。
  - 正月三が日は、臨時駐車場が設置されるほか、隣接する愛宕大橋から広瀬河畔通りの一部区間が駐車禁止解除になる[17]。